# Евтих
Евти́х (с греч. — «счастливый, благополучный») — персонаж Библии.
Во время продолжительной беседы апостола Павла в городе Троаде юноша по имени Евтих, сидя на окне, погрузился в глубокий сон и, пошатнувшись, сонный упал вниз с третьего жилья и погиб. Апостол Павел чудесным образом возвратил его к жизни.
Судя по устройству домов на Востоке конца XIX века, несомненно очень схожих с домами древнейших времен, подобное событие могло случиться весьма легко, так как окна у евреев обыкновенно закрывались завесами, сетками, решетками, а иногда и вовсе стояли открытыми.
Ряд исследователей сходится во мнении,что воскрешение Евтиха было обусловлено приходом в себя,после временной потери сознания,в результате падения с окна.